# Sarcinochrysidales
Ordre
Les Sarcinochrysidales sont un ordre d’algues de l’embranchement des Ochrophyta et de la Classe des Pelagophyceae.

## Liste des familles
Selon AlgaeBase (12 mars 2022) :
- Chrysocystaceae M.Melkonian, H.S.Yoon & R.A.Andersen
- Nematochrysopsidaceae Gayral & Billard
- Sarcinochrysidaceae Gayral & Billard